# Kamba
Kamba (Akamba, Kikamba, Kekamba, Masaku, Ukamba, Kitui, Mumoni) – grupa etniczna żyjąca w Afryce Wschodniej, głównie w Kenii (3 893 157), na obszarze tzw. Ukambani – „ziemi Kamba” (dziś w większości w obrębie Hrabstw Kitui, Machakos i Makueni). Mniejsze grupy ludności z tej grupy etnicznej mieszkają także w Ugandzie i Tanzanii. Akamba należą do ludów Bantu, są najbliżej spokrewnieni z Kikuju, Embu i Meru. Mówią językiem kikamba, ale także suahili.

## Historia

### Pochodzenie i czasy przedkolonialne

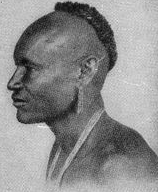
Podobizna przedstawiciela Akamba w amerykańskim podręczniku The New Student's Reference Work z 1914 roku.

Akamba, podobnie jak inne ludy Bantu, przybyli na tereny dzisiejszej Kenii z głębi kontynentu. Tradycyjne przekazy plemienne wskazują na okolice góry Kilimandżaro jako na wcześniejsze tereny zamieszkiwania plemienia. Dopiero po osiedleniu się na wzgórzach Mbooni w XVI wieku skonsolidowali się jako odrębna grupa etniczna, nie mieli jednak wspólnej hierarchii ani jednego wodza, żyli w klanach podzielonych na patrylineaże. W XVII wieku z powodu suszy grupa Akamba w poszkiwaniu pastwisk przemieściła się dalej na wschód w kierunku wybrzeża i osiedliła się w regionach Mariakani, Kisauni czy Kinango. Na początku XIX wieku Akamba zajęli także tereny w okolicy dzisiejszego Kitui.
Do XIX wieku Akamba zajmowali się także handlem długodystansowym, pośredniczyli w wymianach handlowych między ludnością interioru a wybrzeżem zamieszkiwanym przez lud Suahili i Arabami. W XIX wieku Suahili i Arabowie sami zaczęli organizować większe karawany w głąb kontynentu i Akamba musieli się zadowolić zaopatrywaniem samych karawan.

### Czasy kolonialne

#### Pierwsze lata ekspansji brytyjskiej
Pierwsze kontakty z Europejczykami na większą skalę rozpoczęły się, podczas rozbudowy linii kolejowej między Ugandą a wybrzeżem Oceanu Indyjskiego (ang. Uganda Railway). Początkowo Akamba chętnie współpracowali z Brytyjczykami, na terytorium Akamba powstał w 1889 roku pierwszy na obszarze dzisiejszej Kenii brytyjski fort, Machakos, dziś jego ruiny można zobaczyć obok miasta Machakos. Wraz z koleją pojawiły się pierwsze przypadki księgosuszu wśród bydła oraz w latach 1898–1899 ospa prawdziwa wśród ludzi, które w połączeniu z dotkliwą suszą doprowadziły do głodu w latach 1897–1901. Śmiertelność w okresie głodu na terenie Ukambani wynosiła nawet 50 procent.

#### Początek XX w.

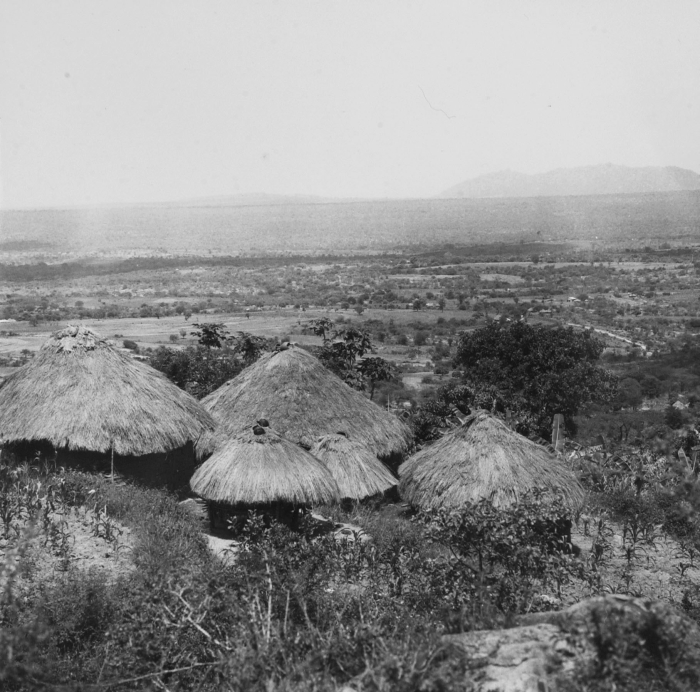
Tradycyjne chaty Akamba, 1973.

W wyniku głodu i chorób zmniejszyła się liczebność Akamba, doszło do osłabienia więzi społecznych plemienia i masowych migracji do miast. Osłabienie pozycji Akamba ułatwiło Brytyjczykom przejęcie 3/4 ziemi na obszarze Ukambani w latach 1900–1914 oraz przeniesienie ludności Akamba do rezerwatów (ang. Native Reserves). Wprowadzono obowiązek kwarantanny dla bydła afrykańskiego aby nie dopuścić do jego kontaktu z bydłem europejskim oraz do przenoszenia chorób między stadami, co znacznie ograniczyło możliwość dotychczas swobodnego przemieszczania się pasterzy Akamba w poszukiwaniu dogodnych pastwisk. Rolnicy Akamba nie mogli też uprawiać żywności przeznaczonej na eksport, co doprowadziło do dalszego pogarszania się ich sytuacji materialnej.
W czasie I wojny światowej wielu mężczyzn z plemienia Akamba zostało wcielonych pod przymusem do Korpusu Transportowego, jednostki pomocniczej armii. Ostatecznie z powodu braku ludzi do walki część tragarzy Akamba została przeniesiona do Królewskich Strzelców Afrykańskich (ang. King's African Rifles, KAR). Zaoszczędzony żołd pozwolił weteranom I wojny światowej wieść relatywnie dostatnie życie, co przyczyniło się do wzrostu popularności kariery wojskowej wśród Akamba.

#### Okres międzywojenny
Po wojnie brytyjski ruch osadniczy w Ukambani osłabł, ludność z przeludnionych rezerwatów zaczęła osiedlać się także na równinach, jednak brak wody, niska jakość ziemi i występowanie much tse-tse doprowadziły do głodu w latach 1924–1925 i ponownego wzrostu osadnictwa na wzgórzach. Ograniczenie możliwości hodowli bydła zmusiło Kamba do bardziej intensywnej uprawy ziemi w obrębie rezerwatów, co doprowadziło do erozji gleby i spadku wydajności upraw oraz do zmiany systemu własności ziemi, otwarte grunty wspólne zostały zastąpione grodzeniem i osobistą własnością ziemi, do tej pory stosowanymi przez Brytyjczyków. W tym okresie Akamba coraz częściej podejmowali pracę najemną, często z braku ziemi, którą mogliby uprawiać dla siebie.
W latach 30. Akamba stali się obiektem ataków społeczności białych rolników z powodu postępującej erozji gleby, którą miała powodować głównie nieumiejętna gospodarka rolna na terenach kontrolowanych przez Afrykanów. W odpowiedzi na te zarzuty i w obronie interesów rolników europejskich urzędnicy brytyjscy rozpoczęli ograniczanie liczebności stad bydła należących do Akamba oraz zamykanie i obsiewanie znacznych obszarów ziemi w celu jej regeneracji, pojawiły się także kordony sanitarne wokół osiedli Akamba. W tym okresie Akamba zaczęli się organizować politycznie, powstało Stowarzyszenie Członków Kraju Kamba (ang. Ukamba Members Associattion, UMA). W proteście przeciwko konfiskatom bydła odbył się marsz grupy kilku tysięcy Akamba (według różnych źródeł od 2 do 5 tys.) do Nairobi, w proteście brały udział także kobiety i dzieci, gubernator początkowo odmówił spotkania z Afrykańczykami, więc Akamba założyli obóz, w którym koczowali przez 3 tygodnie. Ostatecznie nie zostali wysłuchani. Na wniosek protestujących gubernator zwrócił bydło Afrykanom oraz zakończył konfiskaty. Organizatorami protestu byli Muindi Mbingu (Samuel Muindi), Elijah Kavulu, Isaac Mwalonzi i Simon Kioko. Protest Akamba wspierał przebywający wtedy w Wielkiej Brytanii Jomo Kenyatta, jeden z działaczy politycznych plemienia Kikuju.

#### II wojna światowa
Po wybuchu II wojny światowej Stowarzyszenie Akamba wraz z organizacjami Kikuju i Teita zadeklarowało lojalność wobec rządu kolonii brytyjskiej. Wielu Akamba służyło już w armii brytyjskiej, Akamba stanowili trzon najważniejszej formacji wojskowej Królewskich Strzelców Afrykańskich lub zaciągnęło się, walczyli między innymi w Indiach. Akamba byli uważani przez Brytyjczyków za plemię wojownicze z natury i idealny materiał na żołnierzy, Akamba nie walczyli z tym stereotypem a zaciągnięcie się do armii traktowali jako środek do osiągnięcia lepszego statusu ekonomicznego. Po zakończeniu wojny wielu weteranów, którzy wrócili do Ukambani zaczęło inwestować w nowoczesne gospodarstwa rolne. Jednak ich płace były nadal znacząco niższe niż.

#### Powstanie Mau Mau i lata 50.
Podczas powstania Mau Mau kilkuset młodych Akamba założyło własne bojówki, które atakowały kolaborujących wodzów. Niektórzy Akamba przyłączali się do oddziałów Kikuju, ale dzięki staraniom Brytyjczyków o podniesienie warunków życia w rezerwatach Akamba oficjalnie nie przyłączyli się do rebelii. Najważniejszym z działaczy Akamba aresztowanym za poparcie dla powstania był Paul Ngei, weteran II wojny światowej, instruktor Korpusu Edukacyjnego Armii Wschodnioafrykańskiej (ang. East Africa Army Education Corps) i członek Kenijskiego Związku Afrykańskiego (ang. Kenya African Union, KAU). Politycy Akamba nie wykazywali takiego zaangażowania w kwestie narodowe i dążenia nacjonalistyczne jak przywódcy lepiej wykształconych Kikuju.
W latach 50. poprawiła się sytuacja materialna Akamba służących w armii, pojawiła się także nowa klasa bogatych rolników. Ponieważ stali się oni mniej zależni ekonomicznie od żołdu oraz byli coraz lepiej wykształceni, Brytyjczycy zaczęli wątpić w absolutną lojalność Akamba w szeregach KAR, pojawiły się zalecenia rekrutowania Akamba z biedniejszych rejonów, bardziej oddalonych od stolicy Ukambani, Machakos..

### Niepodległa Kenia
Status Akamba jako plemienia wojowników stanowiących trzon armii dawał im silną pozycję i pozwalał wpływać na niekorzystną dla Afrykanów politykę brytyjską, a pojedynczym Akamba pozwalał osiągnąć status społeczny, którego nie mogli osiągnąć w inny sposób. Akamba próbowali zachować status najważniejszej grupy etnicznej także w armii niepodległej Kenii, polityka rządu Jomo Kenyetty doprowadziła jednak do stopniowego zmniejszenia udziału Akamba w armii, który dziś odzwierciedla ich liczbę w całej populacji Kenii.

## Gospodarka

### Rolnictwo
Pierwotnie Akamba zajmowali się głównie myślistwem, po przybyciu na tereny dzisiejszej Kenii zaczęli prowadzić osiadły tryb życia, uprawiać ziemię i wypasać bydło. Przedkolonialny system uprawy ziemi połączonej z hodowlą bydła zarządzany na poziomie klanów umożliwiał Akamba dostosowywanie produkcji do bieżących warunków i minimalizował negatywne skutki suszy, która często dotyka region Ukambani. Wysiedlenia, osadnictwo europejskie, grodzenie ziemi zmusiły Akamba do podjęcia pracy najemnej oraz bardziej intensywnej uprawy ziemi w obrębie rezerwatów. Po II wojnie światowej mimo początkowej niechęci zaczęli stosować maszyny rolnicze oraz z powodzeniem stosują tarasowy system uprawy ziemi. Zajmują się nadal pszczelarstwem, w czasach kolonialnych było ono uznawane za specjalność Akamba.

### Rękodzieło

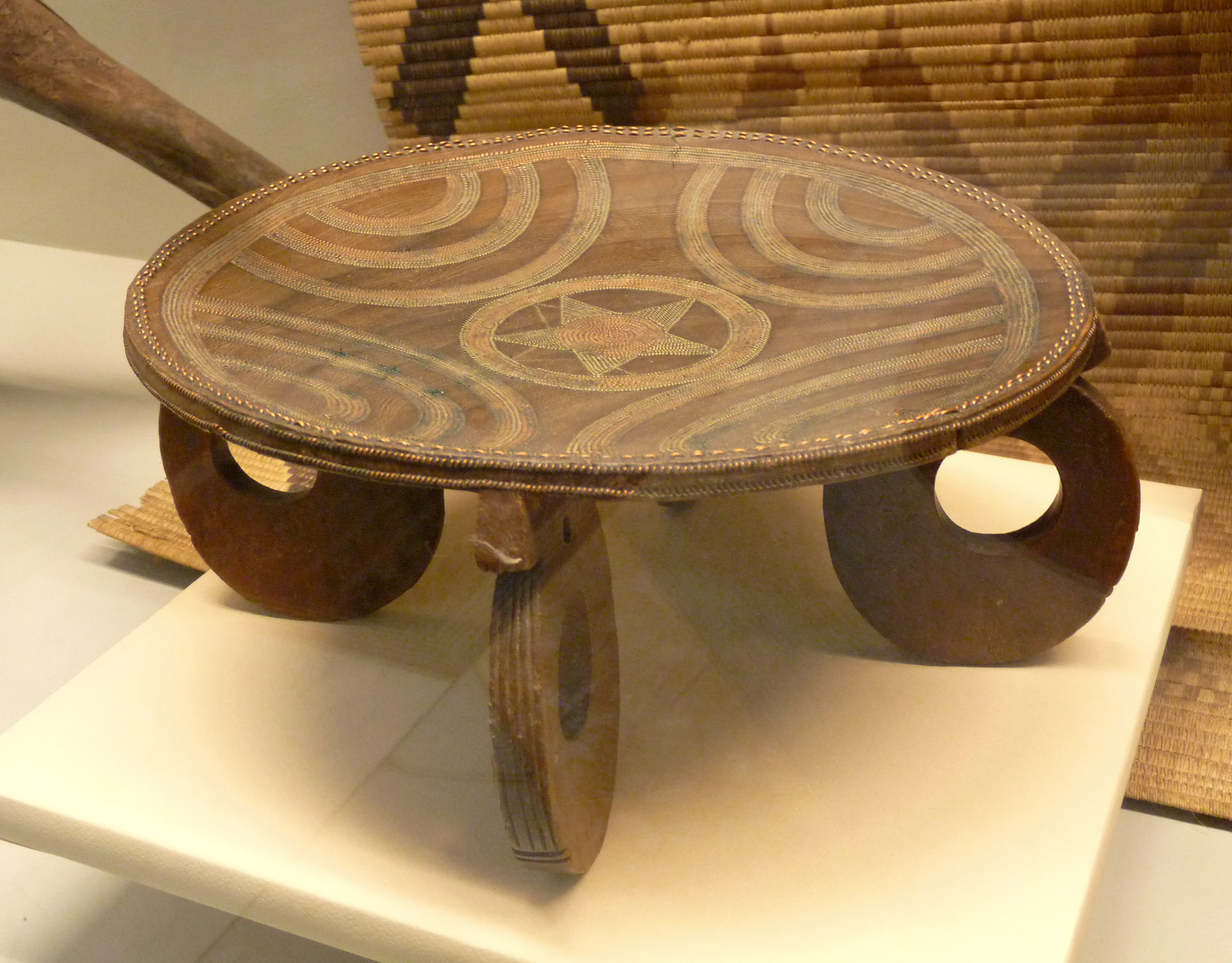
Taboret wykonany przez Akamba.

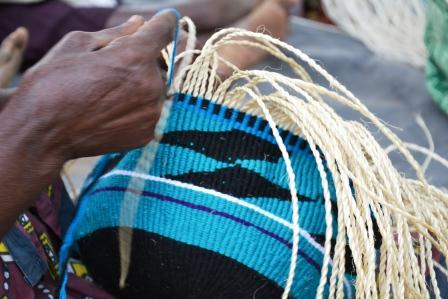
Wykonanie tradycyjnego kosza vy....

Akamba zajmują się także rękodziełem. Wykonywane przez nich przedmioty są znane w kraju i poza jego granicami. Są to przede wszystkim: rzeźby drewniane w tym figurki zwierząt oraz bardziej tradycyjne łyżki i chochle, a także stołki, kosze plecione z sizalu (zwane vyondo), garnki, zdobione tykwy, łuki i strzały czy metalowe łańcuszki. Niektóre źródła podają, że sztuki rzeźbienia w drewnie pierwsi nauczyli się mężczyźni Akamba służący w armii w czasie I wojny światowej od ludu Makonde mieszkającego nad jeziorem Tanganika. Jednak tradycja wykonywania stołków o trzech nogach opisana została szczegółowo już w 1910 roku.

## Kultura, zwyczaje, religia

### Religia
Większość Akamba to chrześcijanie (59%), 39% to wyznawcy religii rodzimej a 1% to muzułmanie.
Rodzima religia Akamba jest monoteistyczna, jedyny bóg nazywany jest Ngai lub Mulungu, jest niewidzialny i mieszka w niebie. W religii tej ważną rolę odgrywa magia, wśród Akamba znaleźć można czarowników.

### Rodzina
Rodzina pozostaje fundamentem społeczności Akamba. Do rodziny zalicza się szeroki krąg krewnych, dzieci własne oraz dzieci rodzeństwa są traktowane tak samo, zwracają się do rodziców i ich rodzeństwa tak samo (mwaitu – mama, tata – tata). Rodziny są wielopokoleniowe, a dziadkowie zajmują się lżejszymi pracami, np. wyplataniem sznurów lub oczyszczaniem tykw. Tradycyjnie głową rodziny jest mężczyzna, w rodzinach mieszkających na wsi to on zajmuje się wypasem bydła, handlem czy polowaniem, natomiast rolą kobiety jest uprawianie ziemi w pobliżu domu na potrzeby rodziny oraz wychowanie dzieci.
Akamba otrzymują imiona związane z okolicznościami swoich narodzin lub po członkach rodziny zmarłych lub żyjących, w zależności od tego jakie są relacje krewnych z rodzicami dziecka.

### Muzyka, pieśni i taniec
Ważnym elementem kultury Akamba są pieśni i taniec. Akamba mają pieśń czy piosenkę na każdą okazję, każdy typ pieśni ma swoją nazwę. Tańce towarzyszą życiu codziennemu Akamba i specjalnym uroczystościom. Taniec jest widowiskowy oraz wymagający fizycznie. Muzyka i pieśni Akamba są oparte na skali pentatonicznej. W tańcu i śpiewie biorą udział zarówno mężczyźni, jak i kobiety.

### Obrzezanie kobiet
Obrzezanie dziewcząt należy do tradycyjnych praktyk Akamba, jednak ilość kobiet poddanych okaleczeniu spada. W roku 1998 ilość obrzezanych kobiet z plemienia Akamba szacowano na 33%, w roku 2003 ich liczba wynosiła 26,5% a w latach 2008–2009 – 22,9%. Według danych ze spisu powszechnego z lat 2008–2009 w grupie wiekowej 15–19 lat obrzezanych zostało zaledwie 10% dziewcząt Akamba. Średni wiek dziewczynki poddawanej obrzezaniu to 16 lat. Motywacją do praktykowania obrzezania kobiet przez Akamba jest między innymi przekonanie, że dzięki zabiegowi kobieta będzie miała łatwiejszy poród.